# Matejka
Matejka je žensko osebno ime in češki priimek Matejka (Evgen Matejka).

## Izvor imena
Ime Matejka je različica ženskega osebnega imena Mateja.

## Pogostost imena
Po podatkih Statističnega urada Republike Slovenije je bilo na dan 31. decembra 2007 v Sloveniji število ženskih oseb z imenom Matejka: 798.

## Osebni praznik
Osebe z imenom Matejka lahko godujejo takrat kot osebe z imenom Mateja.